# David Carradine
David Carradine (8. december 1936 i Hollywood, Californien, USA – 3. juni 2009 i Bangkok, Thailand) var en amerikansk skuespiller. Han var bror til Keith Carradine, og søn af skuespilleren John Carradine og Ardanelle Abigail.
I Danmark er han mest kendt for at have spillet Bill i Tarantinos Kill Bill-serie (2003-04), men han har tidligere spillet i Martin Scorseses Boxcar Bertha (1972), Gaden uden nåde (1973) (også Scorsese) og Ingmar Bergmans Slangens æg (1977). I sidstnævnte spillede han mod Liv Ullmann.
Han er også kendt for sine roller i en række kungfu-film.
Han blev fundet død med et reb omkring sin hals på sit hotelværelse i Bangkok den 3. juni 2009. Han var der for at optage filmen Stretch. Det thailandske politi er i tvivl om, hvorvidt der var tale om en ulykke, mord eller selvmord.